# Kasarkas
Kasarkas ist die Bezeichnung einer Gattung der Gänsevögel, die der Unterfamilie der Halbgänse zugerechnet wird. Der Name Kasarka ist aus dem Russischen entlehnt. Allerdings bezeichnet im Russischen dieser Begriff die Gänse der Gattung Branta.
Die sieben in dieser Unterfamilie vertretenen Arten zeichnen sich durch große Einheitlichkeit in Morphologie, Verhalten und Ökologie aus. Die Arten leben an der Gewässerrandzone und vereinen Merkmale gründelnder Enten der Seichtwasserzone und  äsender Gänse der angrenzenden Weideflächen. Vor allem in der Brutzeit gelten Kasarkas als sehr aggressiv. Die Weibchen treiben dann ihre Männchen dazu an, andere Vögel oder Kontrahenten aus dem Brutrevier zu verjagen. Eine Art, die Schopfkasarka, wurde seit 1964 nicht mehr gesehen und ist vermutlich ausgestorben.
In ihrem Erscheinungsbild unterscheiden sich die zu den Kasarkas gerechneten Arten auffällig von dem ententypischen Habitus. Sie sind größer und langbeiniger als Enten und ähneln in ihrem äußeren Erscheinungsbild damit Gänsen. Die beiden in der Paläarktis vorkommenden Arten Rostgans und Brandgans werden entsprechend als Gans bezeichnet. Nur gelegentlich spricht man auch von der Brandente.

## Systematik
Zur Gattung der Kasarkas gehören folgende sieben rezente Arten:
| Deutscher Name | Wissenschaftlicher Name                     | Verbreitung                                                               | Gefährdungsstufe Rote Liste der IUCN             | Anmerkungen | Bild                                                |
| -------------- | ------------------------------------------- | ------------------------------------------------------------------------- | ------------------------------------------------ | --- | --------------------------------------------------- |
| Kapgans        | Tadorna cana (Gmelin, 1789)                 | südliches Afrika                                                          | (Least Concern – nicht gefährdet)                | monotypisch | Graukopfkasarka (Tadorna cana) ♀                    |
| Schopfgans     | Tadorna cristata (Kuroda, 1917)             | Nordostasien                                                              | (Critically Endangered – vom Aussterben bedroht) | monotypisch möglicherweise ausgestorben, letzte Nachweise aus den 1970ern                                                                                      | Schopfkasarka (Tadorna cristata)                    |
| Rostgans       | Tadorna ferruginea (Pallas, 1764)           | Innerasien bis Osteuropa, Nordwestafrika als Neozoon auch in Mitteleuropa | (Least Concern – nicht gefährdet)                | monotypisch | Rostgans (Tadorna ferruginea) ♂                     |
| Radjahgans     | Tadorna radjah (Lesson, 1828)               | Neuguinea, Molukken, Nordaustralien                                       | (Least Concern – nicht gefährdet)                | 2 Unterarten: Indische Radjahgans (T. r. radjah (Lesson, 1828)) Australische Radjahgans (T. r. rufitergum Hartert, 1905) einzige Art der Gattung in den Tropen | Australische Radjahgans (Tadorna radjah rufitergum) |
| Brandgans      | Tadorna tadorna (Linnaeus, 1758)            | Europa, Asien                                                             | (Least Concern – nicht gefährdet)                | monotypisch während die europäische Population vorwiegend Küsten besiedelt, bevorzugt die asiatische salzige Inlandseen                                        | Brandgans (Tadorna tadorna)                         |
| Halsbandgans   | Tadorna tadornoides (Jardine & Selby, 1828) | Südwest- und Südostaustralien, Tasmanien                                  | (Least Concern – nicht gefährdet)                | monotypisch | Australische Kasarka (Tadorna tadornoides) ♂        |
| Paradiesgans   | Tadorna variegata (Gmelin, 1789)            | Neuseeland                                                                | (Least Concern – nicht gefährdet)                | monotypisch einzige Art mit starkem Geschlechtsdimorphismus | Paradieskasarka (Tadorna variegata) ♂               |

## Belege